# Gwent: The Witcher Card Game
Pour les articles homonymes, voir Gwent.
Gwent: The Witcher Card Game est un jeu de cartes à collectionner free-to-play développé par CD Projekt RED et édité par CD Projekt. Déjà jouable dans The Witcher 3: Wild Hunt sorti en 2015, le jeu est fondé sur l'univers littéraire de The Witcher créé par l'écrivain polonais Andrzej Sapkowski.

## Système de jeu
Le Gwent est un jeu de cartes opposant deux joueurs qui disposent chacun d'un deck associé à une faction de l'univers de The Witcher. Les factions ont plusieurs dirigeants possibles, donnant une capacité spéciale.
Chaque partie est en deux manches gagnantes. Les joueurs posent tour à tour des cartes qui leur confèrent un certain nombre de points. Une manche se termine lorsque les deux joueurs ont passé leur tour, ou lorsqu'ils n'ont plus de cartes. Une manche se gagne en ayant à son issue plus de points que son adversaire.

## Galerie

Sortie en Pologne Gwint: Wiedźmińska gra karciana
Sortie à l'international Gwent: The Witcher Card Game

## Accueil
Le jeu obtient un ensemble de critiques plutôt favorable sur l'agrégateur Metacritic avec un score de 80/100 basé sur 6 critiques.